# 亘理宗隆
亘理 宗隆（わたり むねたか）は、戦国時代の武将。亘理氏16代当主。陸奥国亘理郡小堤城主。官位は従五位下・右近将監、兵庫頭。

## 生涯
明応2年（1493年）、15代当主・亘理宗元の子として誕生。亘理氏は、父・宗元の代に伊達稙宗の傘下に入っており、宗隆は娘を稙宗の側室に出している。稙宗と娘の間には二人の男子（綱宗・元宗）が生まれ、男子のいなかった宗隆は、この外孫達を自らの養嗣子として迎えた。天文5年（1536年）、稙宗が大崎義直の要請を受けて大崎氏家中の内乱鎮圧のため出兵した際には、他の奥州諸侯らと共に参陣している。
天文11年（1542年）に発生した天文の乱では、稙宗方に立って参戦する。天文12年（1543年）3月に綱宗が討死したため、代わって元宗を跡取りとした。乱の終結後に元宗に家督を譲ると、隠居領として亘理郡内5か村（小平・花釜・大畑・吉田・長瀞）を領し、相馬方との前線に近い小平城に入った。
弘治2年（1556年）7月21日死去。享年64。隠居領には娘婿の泉田重隆が入り、小平氏を称した。

## 系譜
- 父：亘理宗元
- 母：不詳
- 室：不詳
- 女子 - 伊達稙宗側室
  - 亘理綱宗
  - 亘理元宗（1530-1594）
- 女子 - 小平重隆正室

```
　　　　　　伊達稙宗　┏亘理綱宗　　
　　　　　　　┣━━━┫　　　　　　　　　　　┏伊達定宗
　　　　　┏女子　　　┗亘理元宗━━亘理重宗━┫
亘理宗隆━┫　　　　　　　　　　　　　　　　　┗泉田重時（重光養子）
　　　　　┗女子
　　　　　　　┣━━━━小平元成
　　　　　┏小平重隆
泉田景時━┫
　　　　　┗泉田重光

```